# معركة جبل طابور (1217)
معركة جبل طابور حدث بين جيوش الحملة الصليبية الخامسة والأيوبيون. حاصرت الجيوش الصليبية المشتركة جبل طابور، وهو هدف الحملة الصليبية المجرية. فشل الصليبيون في النهاية في الاستيلاء على الحصن.

## الخلفية
في عام 1215، عقد البابا إينوسنت الثالث مجلسًا في نوفمبر 1215 لإعلان حملة صليبية جديدة، داعيًا إلى تحرير الأسرى المسيحيين والاستيلاء على حصن المسلمين في جبل طابور. استجاب الملك المجري أندراس الثاني والدوق النمساوي ليوبولد السادس للدعوة وبدءوا في تجميع وتجهيز جيوشهم. تجمع كلا الجيشين في مدينة سبليت الكرواتية. أبحر النمساويون أولاً ووصلوا إلى عكا، وبعد 16 يومًا، وصل المجريون في أواخر سبتمبر 1217.
دعا ليوبولد بوهيموند الرابع ملك أنطاكية وتابعيه للانضمام إليه، وهو ما فعله. وصل ملك قبرص، هيو الأول، إلى عكا مع عدد كبير من جنود التركوبلي. شنت الجيوش النمساوية والمجرية، جنبًا إلى جنب مع ملك القدس وقبرص وقوات أنطاكية والتنظيمات العسكرية الثلاثة (فرسان الهيكل و فرسان الإسبتارية و فرسان تيوتون)، هجومًا لتعزيز أمن عكا.
غادروا في 4 نوفمبر واستكشفوا المنطقة المحيطة بقلعة جبل طابور. في 10 نوفمبر، عبروا نهر الأردن بالقرب من بحيرة طبريا واتجهوا شمالًا على طول الشاطئ. عبروا مخاضة يعقوب مرة أخرى وشقوا طريقهم عائدين إلى عكا. وقد جمعوا كمية كبيرة من الغنائم؛ كما نهبوا بيسان. بعدها أوفوا بوعدهم بالحج، والذهاب إلى مثل هذه الأماكن المقدسة والاستحمام في نهر الأردن.

## الحصار
بعد فترة راحة قصيرة، شنت الجيوش الصليبية، بدون ملك المجر، هجومًا على جبل طابور. وصل الصليبيون إلى هناك بقيادة الملك جان دي بريين في الثلاثين من نوفمبر. كانت القلعة في جبل طابور تتكون من 77 برجًا وكانت بها حامية من 2000 رجل بقيادة بدر الدين محمد الحكاري. اعتبرها المسلمون غير قابلة للهزيمة، ولم يتشجع الصليبيون على مهاجمتها إلا بمساعدة صبي محلي اعتنق الإسلام وكان يعرف مسارًا خفيًا للقلعة. في يوم الأحد الثالث من ديسمبر، صعد الصليبيون إلى الجبل أثناء الضباب الكثيف. قاد بطريرك القدس راؤول من ميرينكورت الطريق بينما غنى رجال الدين وصلوا. اقترب الصليبيون من تلك الجدران لدرجة أن رماحهم يمكن أن تلمس الجدران؛ ومع ذلك، سرعان ما تنبهت الحامية الأيوبية لما كان يحدث وأطلقت طلعة دفعت الصليبيين بنجاح إلى أسفل الجبل، على الرغم من الشجاعة التي أظهرها الملك جان أثناء القتال.
عند نزولهم، عقد الملك جان مجلسًا مع رئيس الفرسان الإسبتارية وبوهيموند، إلى جانب البارونات السوريين، الذين كان لديهم نزاعات بشأن استمرار الحصار. دعا بوهيموند بقوة إلى التخلي عن الهجوم. في 5 ديسمبر، قرر بعض الصليبيين، بما في ذلك فرسان الهيكل وفرسان الإسبتارية، غير الراضين عن قرار قادتهم، شن هجوم آخر على القلعة. هذه المرة، وضعوا سلالم على الجدران؛ ومع ذلك، شن الأيوبيون هجومًا مضادًا باستخدام النيران الإغريقية وتشتت الصليبيين بخسائر فادحة. محبطون من هذا الفشل، قرر الصليبيون التخلي عن الحصار، وفي 7 ديسمبر، انسحبوا من جبل طابور وتوجهوا إلى عكا.

## العواقب
بعد بضعة أشهر، قرر المسلمون التخلي عن القلعة. دمروا القلعة وغادروا، معتقدين أنه سيكون من غير المجدي الدفاع عنها على المدى الطويل.